# PowerCD

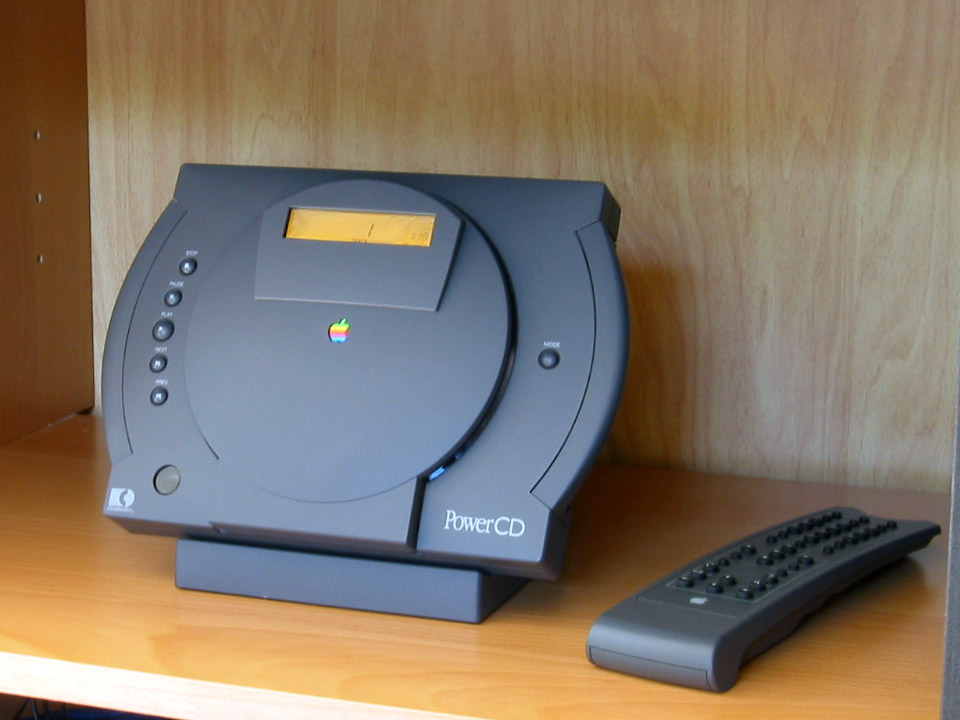
Ein PowerCD mit einer Fernbedienung

Der PowerCD ist ein tragbarer CD-Spieler von Apple, der im Sommer 1993 vorgestellt wurde. Mittlerweile ist er nicht mehr offiziell zu kaufen, da er nicht den erhofften Erfolg brachte. CD-ROM-Laufwerke wurden zu diesem Zeitpunkt schon in den Apple-Computern serienmäßig integriert, weshalb sich diese Gerätschaft überflüssig machte.
Um Audio-CDs abzuspielen, gibt es einen Anschluss, über den das Gerät mit einer Stereoanlage verbunden wird. Das PowerCD-Laufwerk kann neben Audio-CDs auch Kodak-Photo-CDs abspielen. Die Bilder von Photo-CDs können über ein FBAS-Kabel auf einem Fernseher angezeigt werden. Der PowerCD kann über SCSI mit einem Computer verbunden werden und dadurch Daten-CDs zugänglich machen.
Der PowerCD wiegt 1,4 Kilogramm und kann entweder über ein Netzteil oder über acht Batterien vom Typ AA versorgt werden, so dass man das Gerät auch unterwegs einsetzen kann.
Er ist nahezu baugleich mit dem Philips CDF 100 und dem Kodak PCD 880, die sich aber in den unterschiedlichen jeweiligen Firmenlogos unterscheiden und zudem über keine SCSI-Schnittstelle verfügen.
Das Gerät bietet ein orange hintergrundbeleuchtetes LCD sowie sechs Tasten an der Vorderseite (Stop, Pause, Play, Next, Prev, Mode). Auf der Oberseite befinden sich der Netzschalter und der CD-Auswurf.
Mit einer Infrarotfernbedienung mit 38 Tasten kann die Audio-CD- bzw. Photo-CD-Funktion bedient werden.